# カレーとドーヴァーの間
『カレーとドーヴァーの間』（カレーとドーヴァーのあいだ、フランス語: Entre Calais et Douvres、英語: Between Dover and Calais / Between Calais and Dover）は、ジョルジュ・メリエスによって1897年に制作された短編サイレントのコメディ映画。

## あらすじ
「ロベール＝ウーダン・スター・ライン (Robert-Houdin Star Line)」と記された汽船の甲板上で、乗客たちがイギリス海峡を渡る際の荒波に揉まれる。そこでは、ほおひげを伸ばし格子柄の上下を着た男が大揺れの中で飲み食いをしようとジタバタし、髭の長い聖職者が動転した乗客たちを宥めようと話しかけ、船長は上部甲板からこの混乱した状態を窺う。画面左端では、船酔いになったと思しき女性が介抱されている。

## 制作と公開
この作品は、セーヌ＝サン＝ドニ県モントルイユにあった、メリエスの所有する家の庭で、屋外撮影されており、書割の背景画は用いられていない。船の横揺れの動きは、メリエスが同年に製作した『ギリシャ海戦 (Combat naval en Grèce)』のために建造した、特製の動く舞台によって作られた。「ロベール＝ウーダン・スター・ライン」という看板は、メリエスが所有していたロベール＝ウーダン劇場や、映画会社の商標スター・フィルムに言及しているものである。セットの中には、メリエスと、当時メリエスの事業上のパートナーであったルシアン・リューロ (Lucien Reulos) の頭文字をとった「M.R.」という商標も見える。
この作品で、メリエス自身は、格子柄の上下を着た男を演じており、映画制作中に撮影されたスチル写真には、彼の娘であるジョルジェット・メリエスが人形をもった少女として（画像右端）、また、モントルイユ出身の彫刻家ジョゼ・グラピネ (Joseph Grapinet) が双眼鏡を持った男として写っている（画像左端）。ただし、残されている映像では、ジョルジェットは最初の方でわずかに確認できるものの、グラピネははっきり確認できない。この作品の演出は、意見すると混乱した喜劇的場面を計画的に表現する、メリエスの才能が発揮された初期の事例であり、映画史家のジョン・フレイザー (John Frazer) は、「乱雑で混乱した振り付けは、準備され、リハーサルされたものであり、全体的な大混乱の中でも、重要な動きはきちんと明示されている。メリエスはその後も、この手のドタバタの振り付けを発展させ、1904年の映画『Sorcellerie culinaire (scène clownesque)』や1906年の映画『Les Quat'Cents Farces du diable』などの場面に盛り込んだ。
この作品は、メリエスのスター・フィルムから、カタログ番号112として公開され、「汽船上での喜劇的な場面 (scène comique à bord d'un paquebot)」と宣伝された。本作の英語の題名として最初に記録されたのは『Between Dover and Calais』であったが、「Between Calais and Dover」としての言及も、学術的文献などで見受けられ、こちらの題名でのビデオ発売もあった。